# Xulio Formoso
Xulio Formoso (Vigo, 14 de julio de 1949-Madrid, 6 de noviembre de 2018) fue un músico hispano-venezolano. Miembro fundador del grupo Rajatabla en 1971. Además de compositor, artista plástico y músico Formoso era ingeniero civil graduado en la Universidad Santa María e ingeniero de sistemas por la UTSA en San Antonio de Texas y al 2009, Presidente del Centro Nacional del Disco (CENDIS). Hasta el momento de su fallecimiento desarrollaba una amplia actividad como dibujante, que se materializaba en medios de comunicación y portales de internet, expuso en Galicia, su tierra natal.

## Biografía
Estudió el bachillerato entre El Colegio Apóstol Santiago de Vigo y el Liceo Gustavo Herrera de Caracas, ciudad donde se residencia desde 1965.
En 1970 graba el álbum Galicia canta, disco grabado y editado en Caracas en el que también intervinieron otros músicos gallegos. El álbum, concebido y producido con la intervención directa y personal del gran poeta y escritor gallego Celso Emilio Ferreiro, (en una de las canciones Pandeirada do Ché incluso participa como músico tocando el pandeiro con Xulio), se considera pieza clave dentro del movimiento Voces Ceibes que se desarrolló en la península ibérica en los últimos años de la dictadura franquista y el primer LP de música gallega. Varias de las canciones que Xulio compuso y grabó en este disco fueron después versionadas y grabadas por otros artistas como Pilocha y recientemente Luar na Lubre.
En 1971 grabó su primer álbum oficial Xulio Formoso. Tras la fundación del Grupo Rajatabla, realizó su primer trabajo musical para el teatro en la obra Tu país está feliz. El texto poético fue escrito por el brasilero Antonio Miranda y la obra fue dirigida por Carlos Giménez. Tu país está feliz alcanzó las seiscientas representaciones en toda América. Posteriormente en ese mismo año grabó un disco con las canciones de la obra.
En 1972 compuso la música de la obra Venezuela Tuya, de Luis Britto García. Obra que desató encendidas polémicas durante varios años, pero con ella Rajatabla ganó algunos de los premios teatrales más importantes de Latinoamérica. Ese mismo año Formoso realizó recitales en varios países de América y su nueva compañía discográfica decidió aprovechar tanto el éxito de ventas de Tu país está feliz como la difusión y polémica de Venezuela Tuya para sacar a la luz un álbum de muy baja calidad compuesto de canciones a medio hacer, retazos y pruebas de sonido al que ponen el título de Primeras canciones. Varias de las canciones de este álbum, algunas de ellas simples esbozos en ese momento, una vez terminadas pasaron a formar parte principal en discos posteriores.
En 1973 compuso música para diferentes programas de radio y televisión de Venezuela y grabó el LP Chipi Manahuac, fruto de sus viajes por Perú, Bolivia, Ecuador y Chile. El disco tenía claras influencias incaicas y aparecieron otra vez canciones basadas en los poemas de Celso Emilio Ferreiro. También compuso la música de la obra Jesucristo astronauta del poeta brasileño Antonio Miranda. Tanto la obra como el álbum fueron fracasos comerciales y de público. En 1974 Formoso experimentó con música infantil, actuando y cantando en El elefante volador de María Elena Walsh.
En 1974 grabó su sexto LP, La canción que va conmigo, título de un poema de Celso Emilio Ferreiro, quien figura con varias letras en el disco. Posteriormente viajó a Puerto Rico y República Dominicana, de donde fue expulsado a causa de un agitado recital en la cárcel de presos políticos. Tras un veto en los medios audiovisuales venezolanos, Formoso realizó varias presentaciones en El Show de Renny Ottolina, donde interpretó algunas de sus canciones más politizadas. Esas fueron sus últimas presentaciones en la TV comercial de Venezuela. Ese mismo año, intervino activamente en la campaña política del Movimiento al Socialismo (Venezuela), participando en numerosos actos y mítines, y grabó un disco dedicado al movimiento socialista en general. Dos años antes Xulio Formoso había celebrado recitales en el Chile de la Unidad Popular, actuando junto a Los Parra, y en 1973 escapó por quince días antes del golpe a Salvador Allende, cuando ya todo estaba dispuesto para la grabación de un LP suyo sobre temas chilenos.
En 1975 grabó el LP Guillén el del son entero, dedicado a la obra del poeta cubano Nicolás Guillén, donde experimentó a fondo sobre los ritmos afrocaribeños; compone la música y actúa en El séptimo ángel, de Ernesto Cardenal, y realiza un programa especial en la televisión nacional basado en el poemario Longa noite de pedra de Celso Emilio Ferreiro. Su octavo disco 'Levántate Rosalía 1976, fue dedicado a la obra poética del venezolano Aquiles Nazoa. En este experimentó con ritmos e instrumentos típicos venezolanos. En 1977 grabó Soles y centauros., disco basado en la conquista de México por Hernán Cortés y compuso la música para El círculo de tiza caucasiano, de Brecht, obra en la que actuó como narrador y cantor. A la resistencia antifascista chilena en el exilio le dedicó ese mismo año el LP Fuego y poesía. En colaboración con el poeta gallego Farruco Sesto, Formoso grabó en 1978 Amantes de ningún lugar.

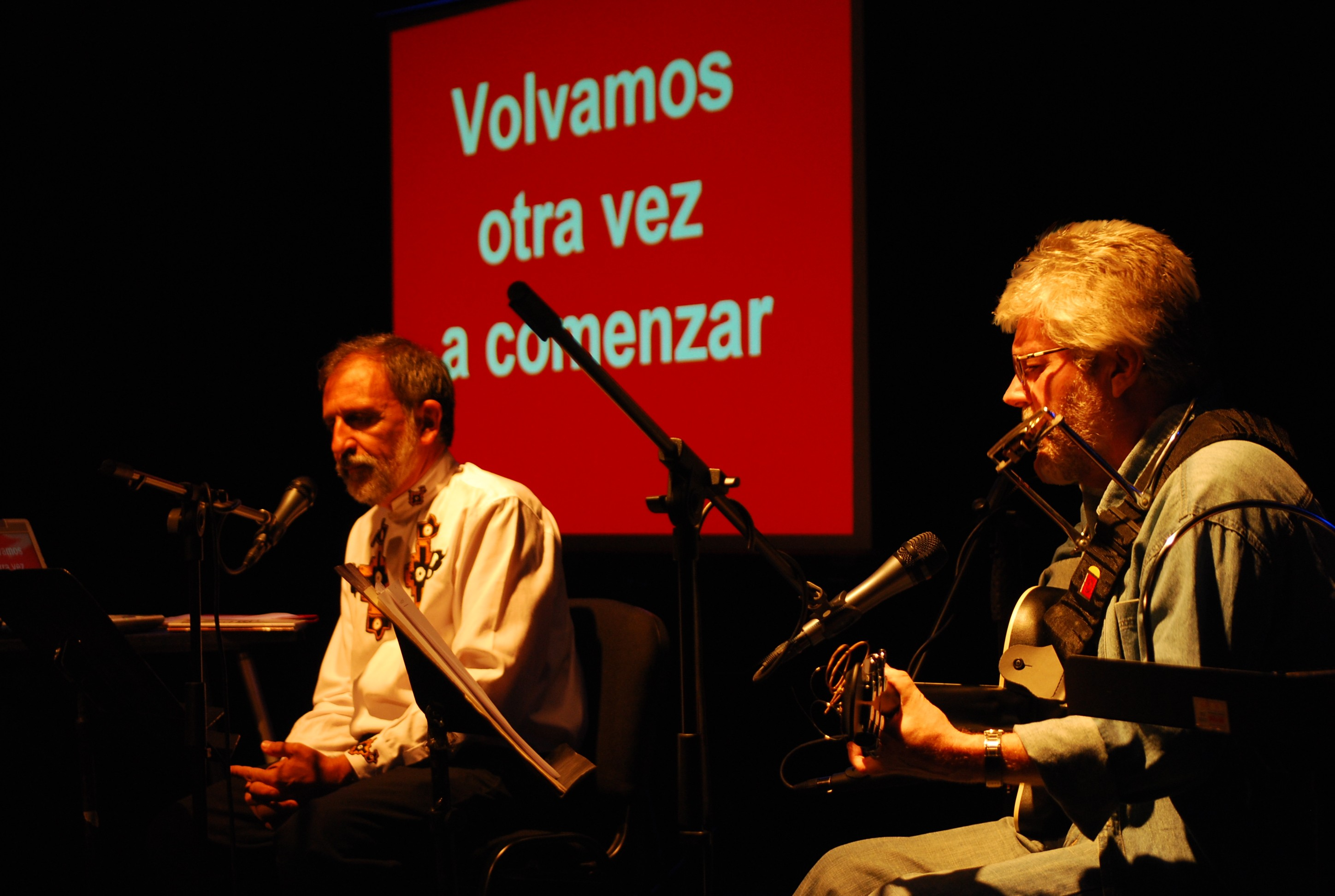
Farruco Sesto y Xulio Formoso "De par en par" UNEARTE septiembre de 2009.

Este disco fue inspirado por la fundación del partido político La Causa R ese mismo año. Entre los años 1980 y 1990, la actividad musical de Formoso mermó tras graduarse de ingeniero en la Universidad Santa María y dedicarse a hacer carrera profesional en la empresa privada.
En 2002 regresó con dos conciertos en el teatro Juan Bautista Plaza de los que surge el CD doble en vivo En el J.B. Plaza
En el 2004 compuso la pieza sinfónica Cantata a Bolívar basada en el poema homónimo de Pablo Neruda.
A principios de 2006 compuso las canciones para el álbum Canções Perversas con letras de Antonio Miranda, grabado y editado en Brasil e interpretado por George Durand.
En junio de 2007 fue designado por el gobierno de Venezuela como Presidente de la Fundación Centro Nacional del Disco (CENDIS). Uno de los primeros discos grabados por esta institución fue Anda suelto el animal (Box) de 2008, caja compuesta por tres CD con 39 canciones, un DVD y un libro, producto de la colaboración entre Formoso y Farruco Sesto en las letras de todas las canciones. En estos discos Formoso contó además con la participación de varios de los más importantes y emblemáticos cantantes y músicos venezolanos de la actualidad, como Lilia Vera, Vidal Colmenares, Ismael Querales, Beto Valderrama, Isabel Palacios y Toñito Naranjo, entre otros. Producto de esa colaboración de Xulio y Farruco en nuevos proyectos ha dado lugar a una serie de conciertos a finales de 2009 con el nombre de De par en par.
El polifacético artista falleció en Madrid el 6 de noviembre de 2018 a los sesenta y nueve años tras sufrir un infarto.

## Artista plástico y escritor
En octubre de 2008 realizó la exposición Objetos dispersos en la Galería Red de Arte de Caracas donde mostró dibujos y pinturas en gran formato enmarcados dentro de la corriente artística del Pop Art. Desde el 2007 se desempeñó como columnista y articulista en diversas publicaciones culturales venezolanas, siendo de destacar sus reportajes sobre Mario Benedetti, Ivan Lira y Toñito Naranjo.
Desde 2013 colaboró en Periodistas en Español, en donde ilustra textos de Ileana Ruiz y de Paco Pastoriza. En 2014 creó el canal Estampas latinoamericanas con dibujos, caricaturas, pinturas o ilustraciones sobre personajes históricos americanos desconocidos para el lector europeo.

## Discografía
| Año  | Título                            | Discográfica/Catálogo |
| ---- | --------------------------------- | --------------------- |
| 1970 | Galicia Canta                     | Pobovox               |
| 1971 | Tu país está feliz                | Souvenir              |
| 1971 | Xulio Formoso                     | Souvenir LP-1383      |
| 1973 | Chipi Manahuac                    | London LPLS-77947     |
| 1973 | Jesucristo Astronauta             | Palacio LPS-2064      |
| 1974 | La canción que va conmigo         | London - LPS-88169    |
| 1975 | Guillén el del son entero         | Polydor 30.164        |
| 1976 | Levántate Rosalía                 | London - LPS-002      |
| 1977 | Fuego y poesía                    | Polydor - 825 451-2   |
| 1977 | Soles y centauros                 | London LPS - 001      |
| 1978 | Amantes de ningún lugar           | Agua Mansa - LPS 001  |
| 1978 | Primeras canciones                | Polydor 632 416-3     |
| 2002 | En el J.B. Plaza                  | Independiente         |
| 2004 | Cantata a Bolívar                 |                       |
| 2008 | Anda suelto el animal (Box)       | CENDIS                |
| 2008 | Anda suelto el animal (selección) | CENDIS                |